# 光田由里
光田 由里（みつだ ゆり、1962年 - ）は、日本の写真評論家、写真史家である。

## 経歴
京都大学文学部を卒業（美学・美術史専攻）した。大学卒業後、富山県立近代美術館で学芸員を3年ほど務めた。1989年、渋谷区立松濤美術館に移り学芸員を務めた。2014年に同館を退職した。2015年、DIC川村記念美術館学芸課長を務めた。
慶應義塾大学アート・センター訪問所員。
写真を専門とするも、それ以外の近現代美術にも造詣が深く、近現代美術に関する企画も行っている。特に、日本戦前を代表する写真家の一人、野島康三の専門家である。

## 企画した主要な展覧会
- 野島康三とその時代（松濤美術館、1991年）
- 野島康三とレディスカメラクラブ（松濤美術館、1992年）
- モダンフォトグラフィ 中山岩太展（芦屋市立美術博物館・松濤美術館、1996年～1997年）
- 生誕百年 安井仲治（松濤美術館、2004年）
- 大辻清司の写真 出会いとコラボレーション（松濤美術館、2007年）
- 中西夏之新作展 絵画の鎖・光の森（松濤美術館、2008年）

## 主要編著書
- 写真、「芸術」との界面に―写真史1910年-70年代（青弓社・写真叢書、2006年）
- 大辻清司の写真―出会いとコラボレーション（大日方欣一+光田由里・編、フィルムアート社、2007年）
- 日本の写真家101（飯沢耕太郎編、新書館、2008年、執筆者の1人。福原信三、野島康三、福原路草、中山岩太、安井仲治の5名につき執筆）
- 野島康三写真集（光田由里・監修、赤々舎、2009年）
- 高松次郎　言葉ともの（水声社、2011年）

## 講演会・トークショーなど
- 福島辰夫写真評論集・連続講座（MEM（NADiff A/P/A/R/T 2F））
  - 【第１回】2011年10月23日(日)16:00-17:30　講師：光田ゆり (美術評論家)（テーマ「破綻と彷徨」：1930年代の写真作家たち）
  - 【第３回】2011年12月3日(土)18:30-20:00　講師：光田ゆり (美術評論家)（テーマ「現代写真」と「現代美術」の発生と展開：瑛九 デモクラート 福島辰夫）
- 美術評論家連盟主催・シンポジウム2011《岡本太郎と美術批評》（11/27(日) 13:00～16:50 東京国立近代美術館地下1階講堂） 紹介
  - 常任委員長挨拶（13:00-13:10、水沢勉（会員、神奈川県立近代美術館））
  - 第1部「美術批評と岡本太郎」（13:10-14:30、パネリスト：	倉林靖（会員） 、光田由里（会員、渋谷区松濤美術館））、村田慶之輔（会員、川崎市岡本太郎美術館））
  - 第2部「岡本太郎の思想と作品」（14:40-16:50、パネリスト：磯崎新（建築家） 、岡崎乾二郎（会員、美術家）、北澤憲昭（会員、女子美術大学）、佐々木秀憲（川崎市岡本太郎美術館)）
  - 総合司会：峯村敏明（会員）
- トークショー「岩太・仲治・信三・路草の写真」光田由里＋白山眞理（2011年12月3日（土）　14：00～16：00、JCIIフォトサロン）